# Szanghajski Uniwersytet Jiao Tong
Szanghajski Uniwersytet Jiao Tong, Szanghajski Uniwersytet Transportu (chiń. upr. 上海交通大学; chiń. trad. 上海交通大學; pinyin Shànghǎi Jiāotōng Dàxué; ang. Shanghai Jiao Tong University – chińska uczelnia publiczna w Szanghaju, jedna z najstarszych i najbardziej prestiżowych w kraju, założona w 1896 jako Szkoła Publiczna Nanyang.
Instytucja ta jest znana z przygotowywania co roku Akademickiego Rankingu Uniwersytetów Świata (gdzie w 2018 sama znalazła się na miejscu 101–150).
Wśród absolwentów uczelni jest Jiang Zemin, były przewodniczący ChRL.

## Galeria

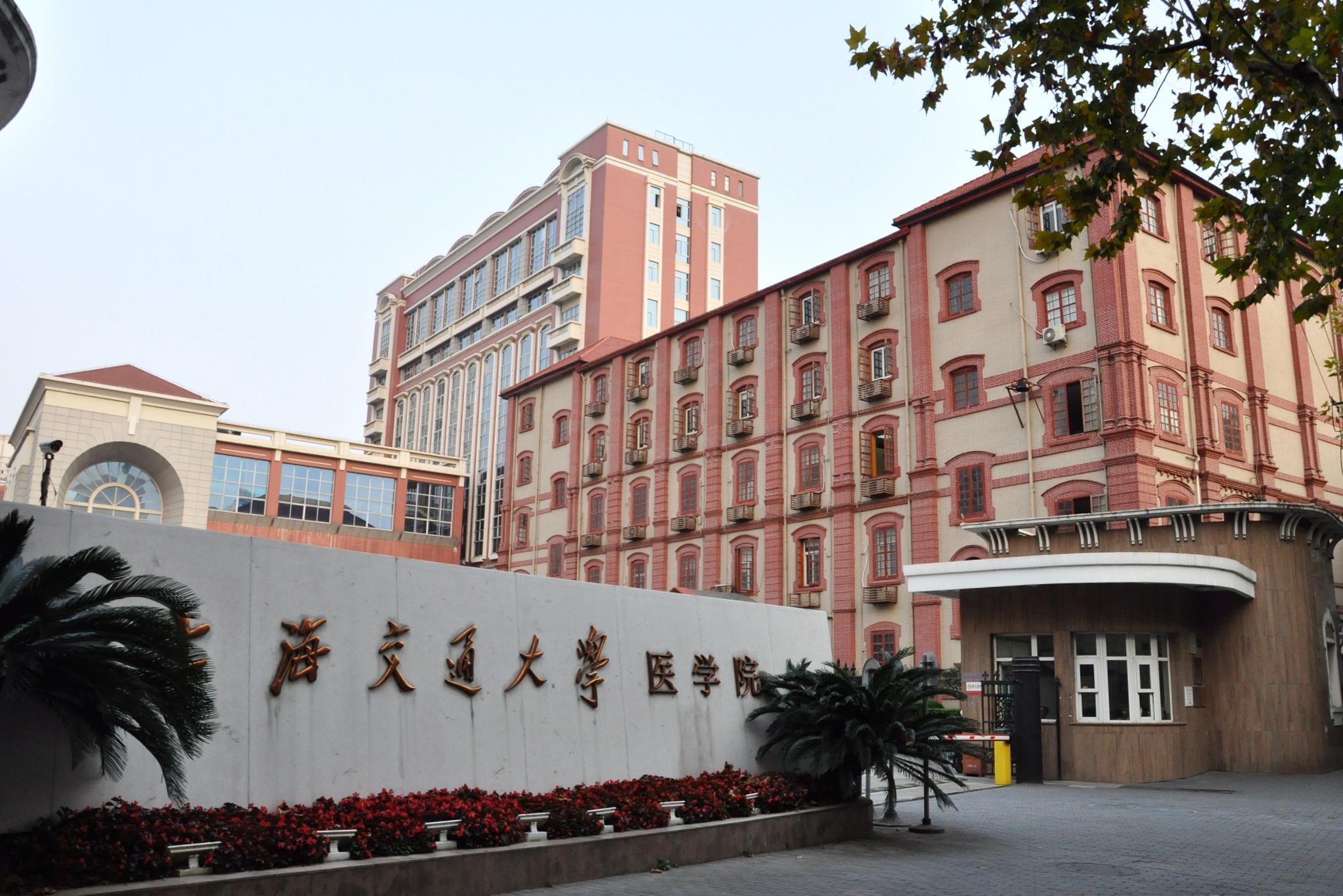
Wydział Medycyny
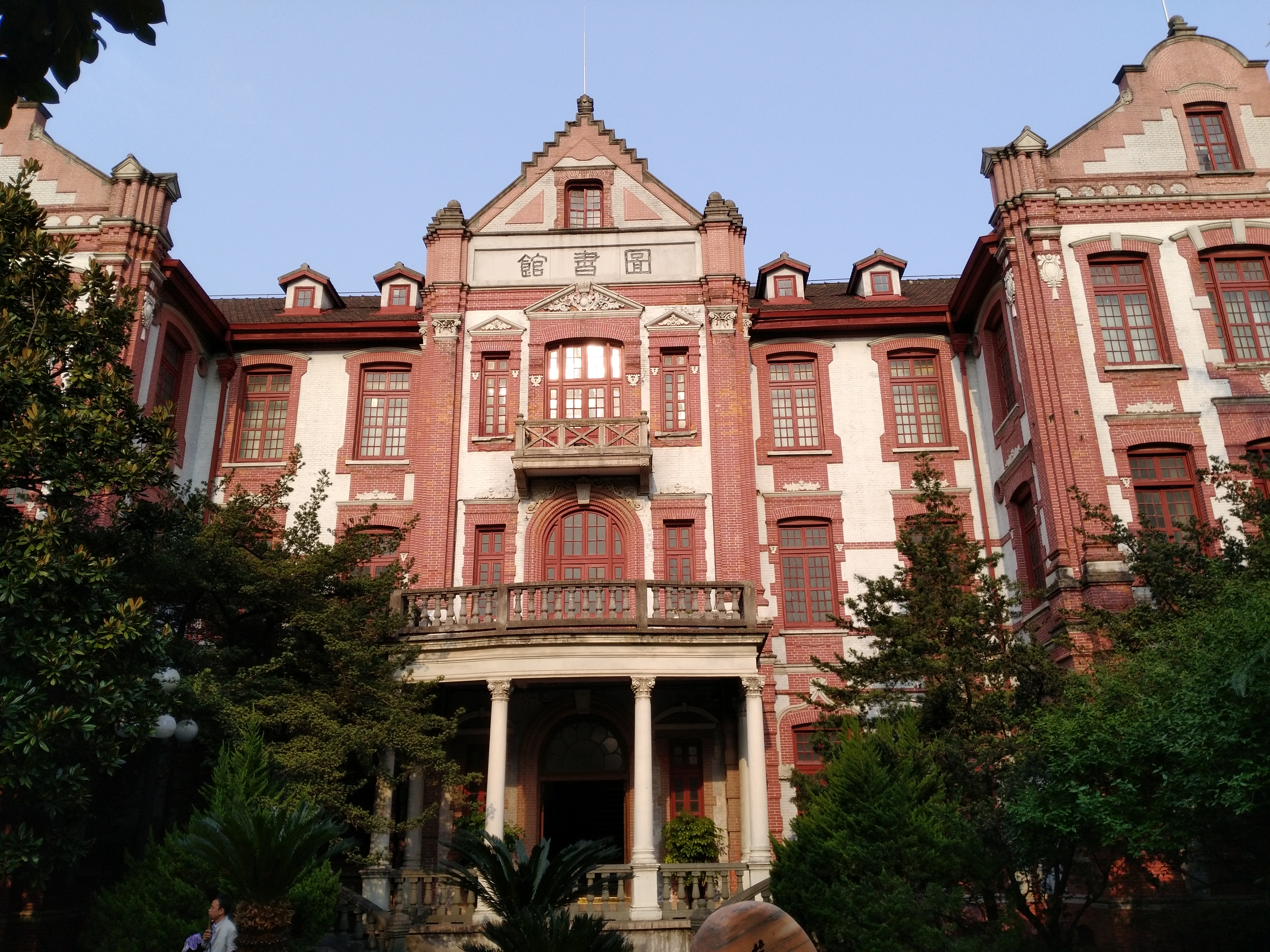
Gmach starej biblioteki
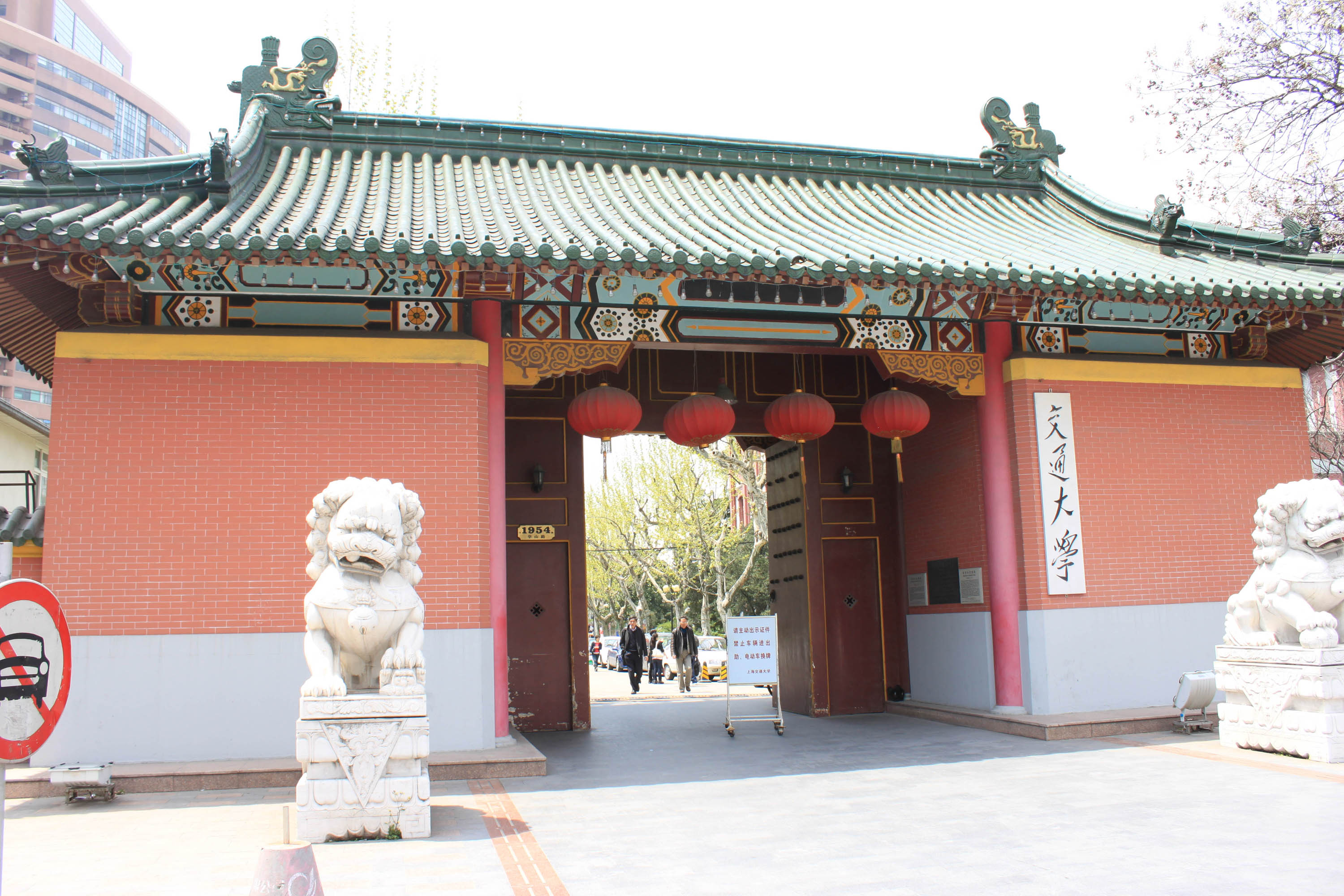
Wejście na kampus Xuhui
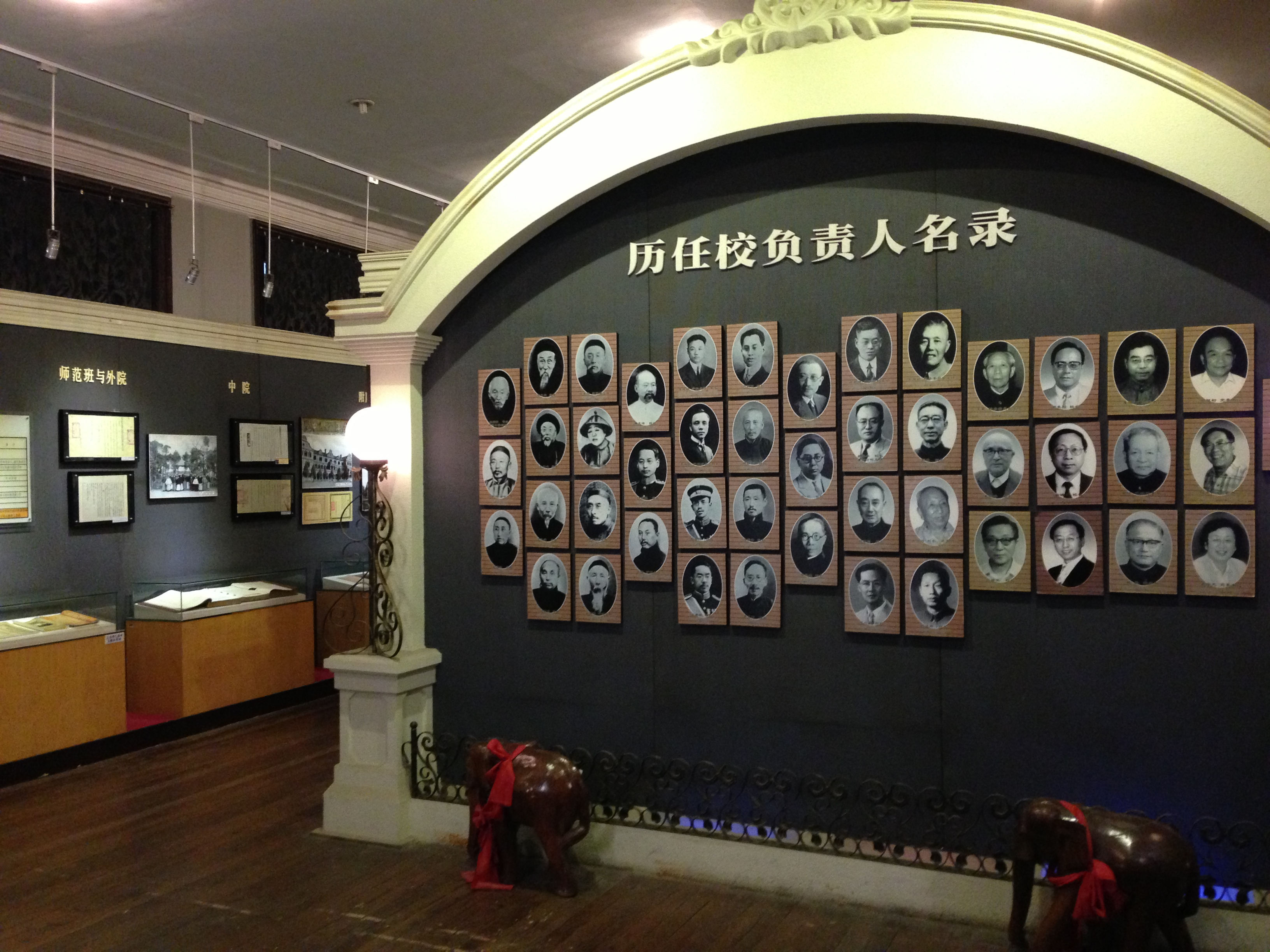
Muzeum uniwersyteckie